# 曾日珏
曾日珏，江西南昌人，是一名清朝政治人物。
曾日珏曾于1753年接替吴秉和任崇明县知县一职，1754年由马鹏飞接任。